# Artista de rua

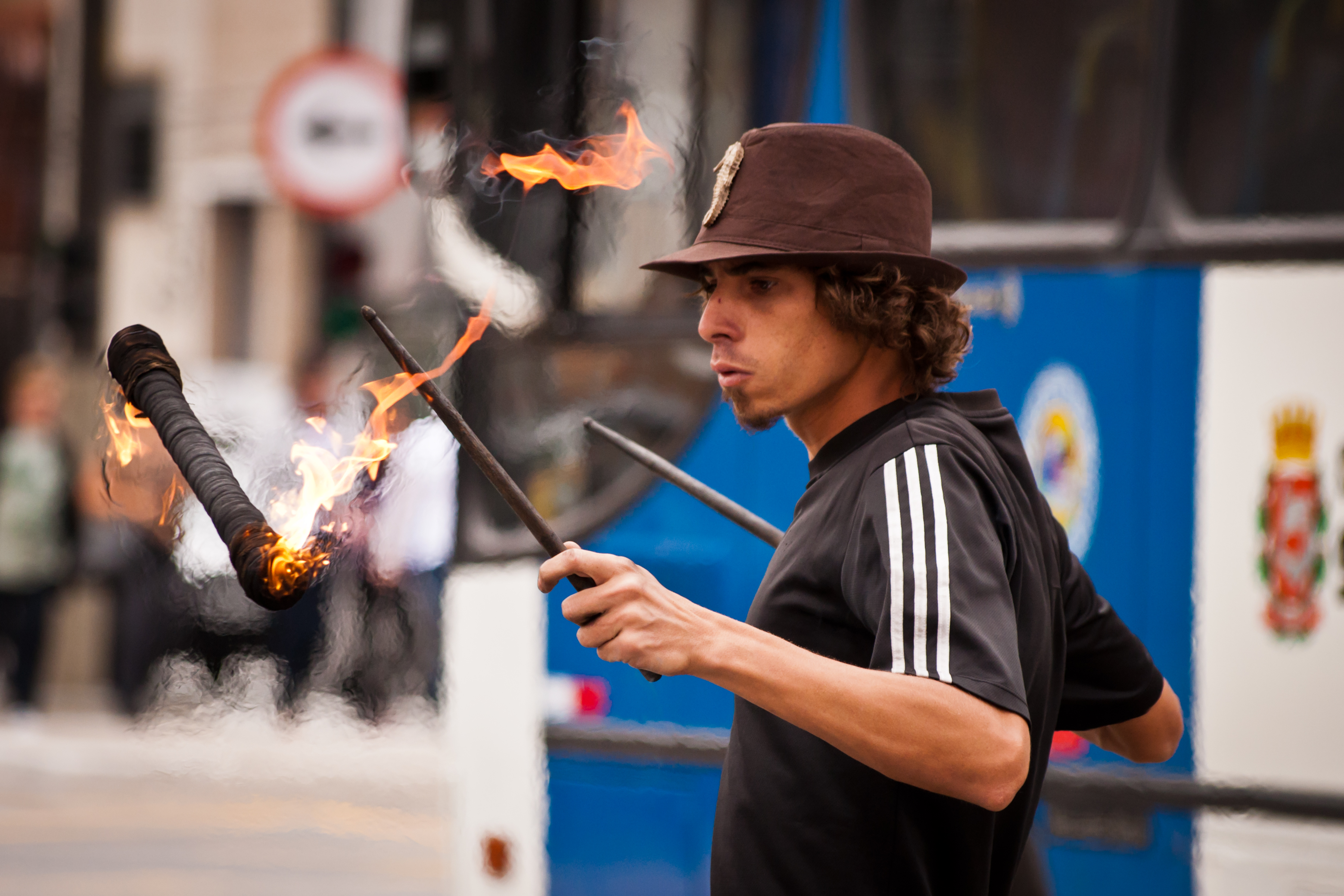
Um malabarista utilizando tochas pelas ruas de São Paulo.

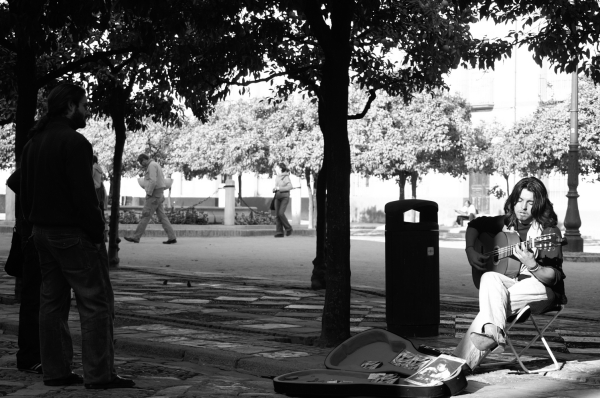
Um músico de rua em Sevilha

Um artista de rua ou saltimbanco é um artista que se apresenta em locais públicos para divulgar seu trabalho ou levar o entretenimento para todas as pessoas.
Define-se como arte de rua praticamente todo tipo de diversão, como contorcionismos, acrobacias, truques com animais, truques com cartas, ventriloquismo, danças, recitais de poesia, apresentações de música, estátuas vivas, palhaços, entre outros. Esses artistas não necessariamente tratam a arte de rua como profissão. 